# Каролінський інститут

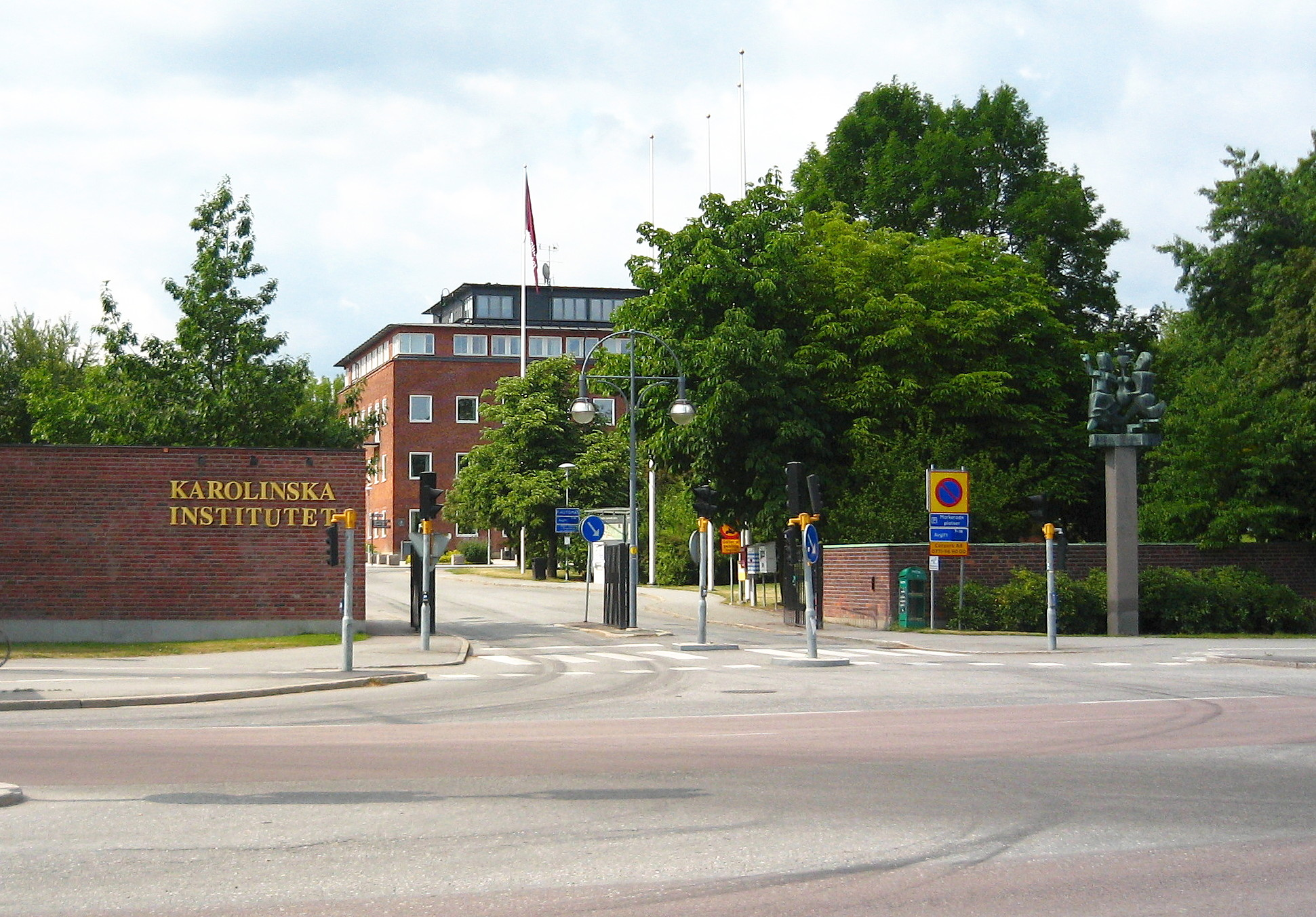
Вхід з боку Solnavägen

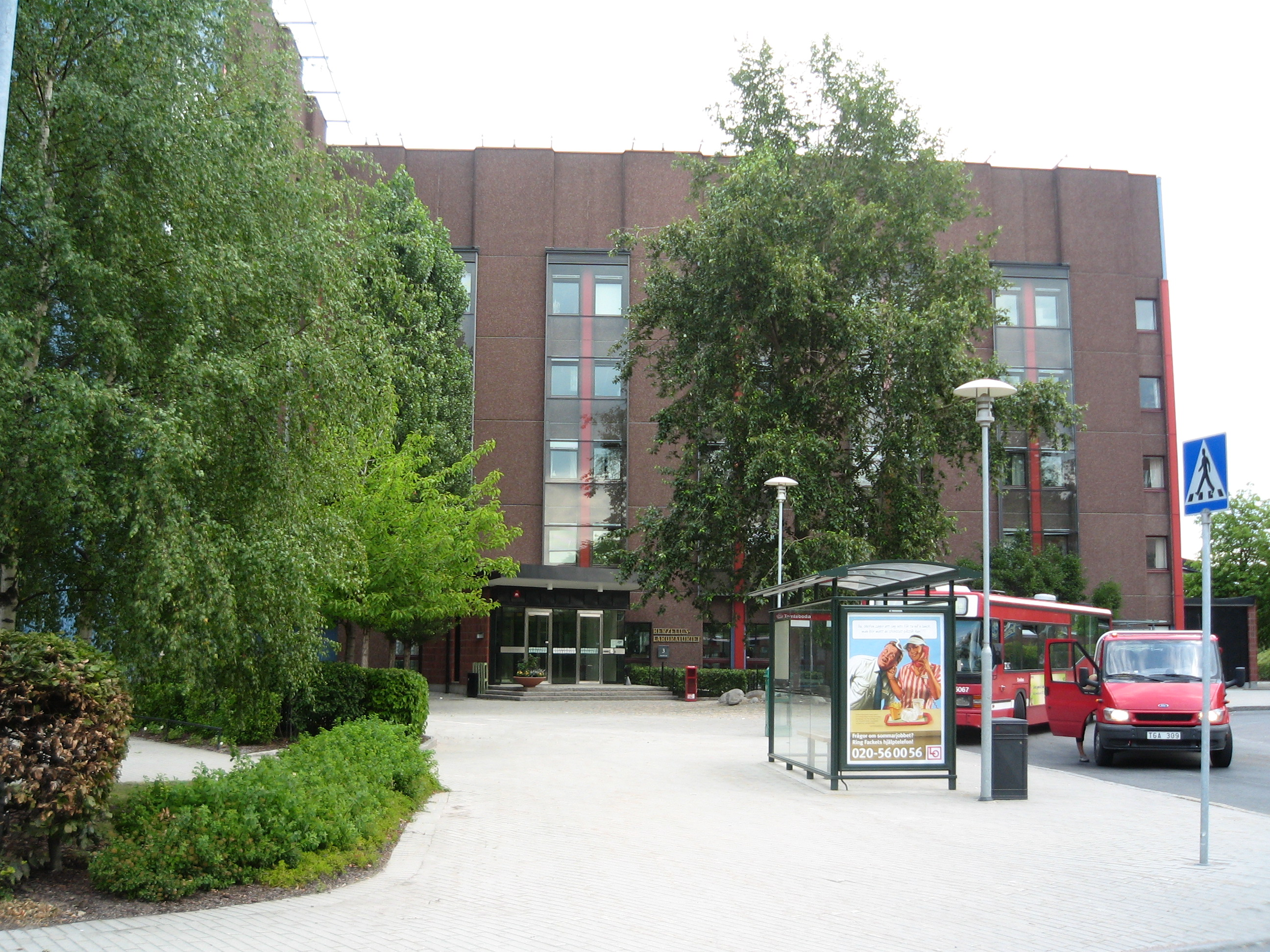
Лабораторія імені Берцеліуса, кампус Solna

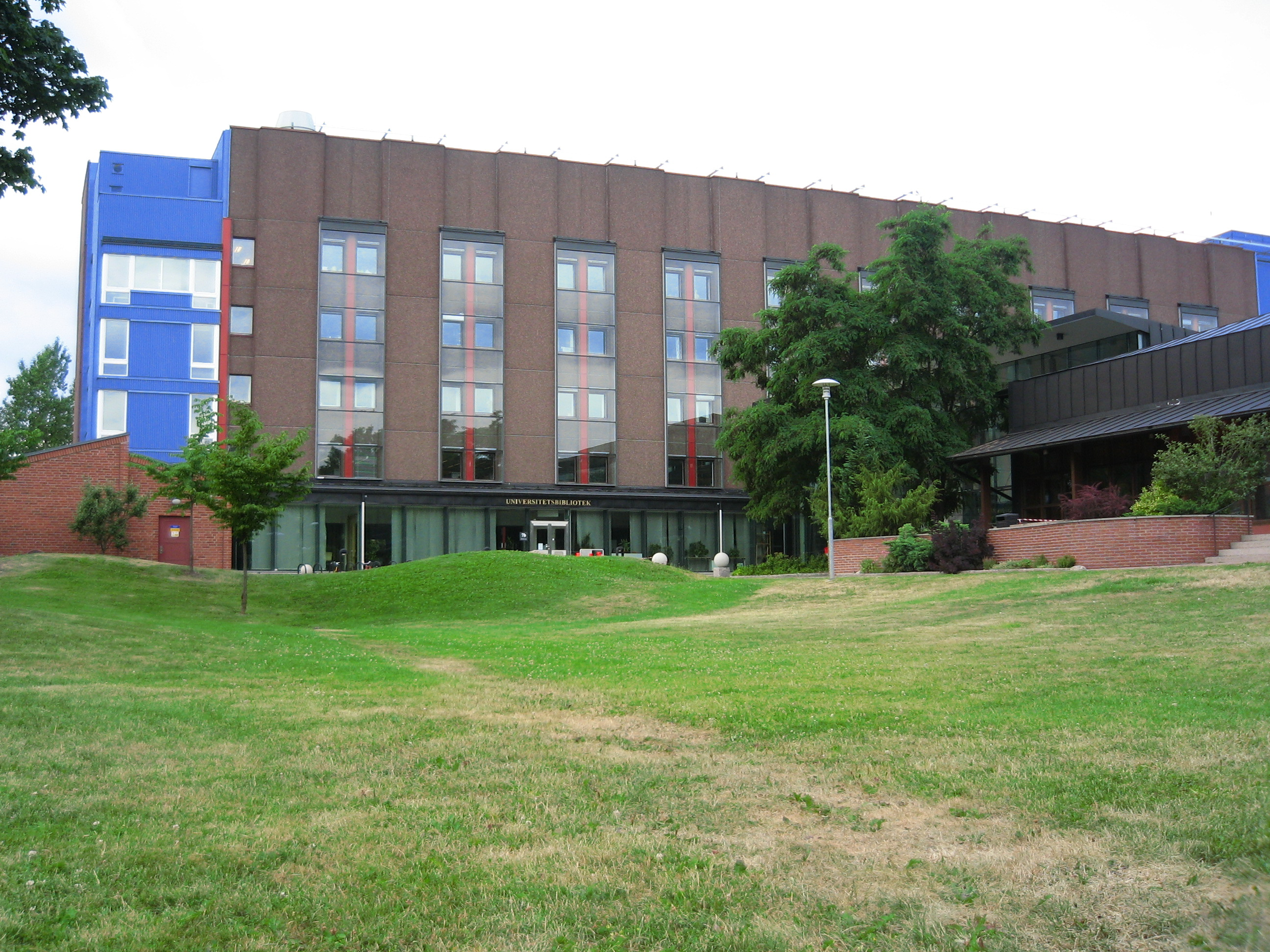
Університетська бібліотека та Лабораторія імені Берцеліуса, кампус Solna

Каролінський Інститут (швед. Karolinska Institutet) — це медичний університет у Швеції, головні корпуси якого розташовані в місті Солна (швед. Solna), що знаходиться поблизу Стокгольма. Цей університет є одним з найбільших у Європі. Історія заснування Каролінського Інституту починається з 1810 року, коли було засновано університет. Перший корпус був побудований на острові Kungsholmen, що розташований на заході Стокгольма, та потужності якого були згодом перенсені до Солни. Другий за величиною корпус (швед. Huddinge) було побудовано в районі Флемінсберга (швед. Flemingsberg) на півдні від Стокгольма.
Каролінський Інститут — третій за величиною медичний університет Швеції, після Упсальського Університету (заснований в 1477) та Лундського Університету (заснований в 1666).
Каролінський Інститут посідає 32 місце в світовому рейтингу університетів згідно з даними за 2012 р. Times Higher Education World University Rankings, 6-е серед Європейських університетів, та перше в Північному регіоні Європи.
Альфред Нобель заповів Каролінському Інституту сформувати комітет та визначати лауреатів на отримання Нобелівської премії в галузі медицини та фізіології.

## Історія
Каролінський Інститут був заснований впродовж 1810 та 1811 рр. після фінської війни. Створення цього закладу було необхідним: в епоху регулярних військових конфліктів, Швеція конче потребувала спеціалістів-хірургів, тому основною напрямком роботи Каролінського Інституту в той час була підготовка військових хірургів, а перша назва була 'Medico-Chirurgiska Institutet' або в перекладі зі шведської — «Медико-хірургічний Інститут». На початку 1817 року з'явився додаток «Каролінський», як виявлення пошани шведському королю, а повна назва стала 'Kongliga Carolinska Medico Chirurgiska Institutet'.. 1968 року назву скоротили, прибравши «хірургічну» частину, відтоді назва інституту більше не змінювалась.

## Науково-дослідні підрозділи
Каролінський Інститут має дві бази: капмус Солна та капмус Худінг 15 км південніше від столиці Швеції. Обидва капмуси мають потужну науково-дослідну базу, та знаходяться в безпосередній близькості від Каролінської Університетської Лікарні, дві частини якої також мають приставки Солна та Худінг.

### Кампус Солна
Кафедри, що розташовані в кампусі Солна:
- Cell and Molecular Biology
- Environmental Medicine
- Learning, Informatics, Management & Ethics
- Medical Biochemistry and Biophysics
- Medical Epidemiology and Biostatistics
- Microbiology, Tumor and Cell Biology
- Neuroscience
- Physiology and Pharmacology
- Women's and Children's Health

### Кампус Худінг
Кафедри, що розташовані в кампусі Худінг:
- Biosciences and Nutrition
- Surgery
- Dental Medicine
- Laboratory Medicine
- Medicine
- Neurobiology, Care Sciences and Society

## Наукові ступені
В Каролінському Інституті в більшості випадків присужують науковий ступінь Доктора Філософії (PhD). В деяких випадках присуджують ступінь Ліцензіат.